# Лопатоногий вузькорот
Лопатоногий вузькорот (Scaphiophryne) — рід земноводних підродини Scaphiophryninae родини Карликові райки. Має 8 видів.

## Опис
Загальна довжина представників цього роду коливається від 3 до 6 см. Голова коротка, широка з великими очима. Барабанна перетинка не помітна. Тіло овальне, сплощене з тонкими довгими лапами, що нагадують лопати. Шкіра горбкувата. Пальці передніх кінцівок не мають перетинок, наділені розвиненими присоски. Пальці задніх лап тонні, довгі, з малопомітною перетинкою в самій основі і невеликими, майже не розвиненими присосками.
Забарвлення яскраве, контрастне. Завдяки цим особливостям вони виглядають незвичайно яскраво в руках і повністю зникають на тлі звичного субстрату. У забарвленні переважає зелений колір з різними відтінками, часто зустрічається коричневий. Іноді присутні яскраво-рожеві та сніжно-білі барви.

## Спосіб життя
Полюбляють лісові місцини. Введуть напівдеревний спосіб життя в нижніх ярусах лісу. Активні вночі. Живляться дрібними безхребетними.
Це яйцекладні амфібії.

## Розповсюдження
Це ендеміки Мадагаскару.

## Види
- Scaphiophryne boribory
- Scaphiophryne brevis
- Scaphiophryne calcarata
- Scaphiophryne gottlebei
- Scaphiophryne madagascariensis
- Scaphiophryne marmorata
- Scaphiophryne menabensis
- Scaphiophryne spinosa